# Aromataza

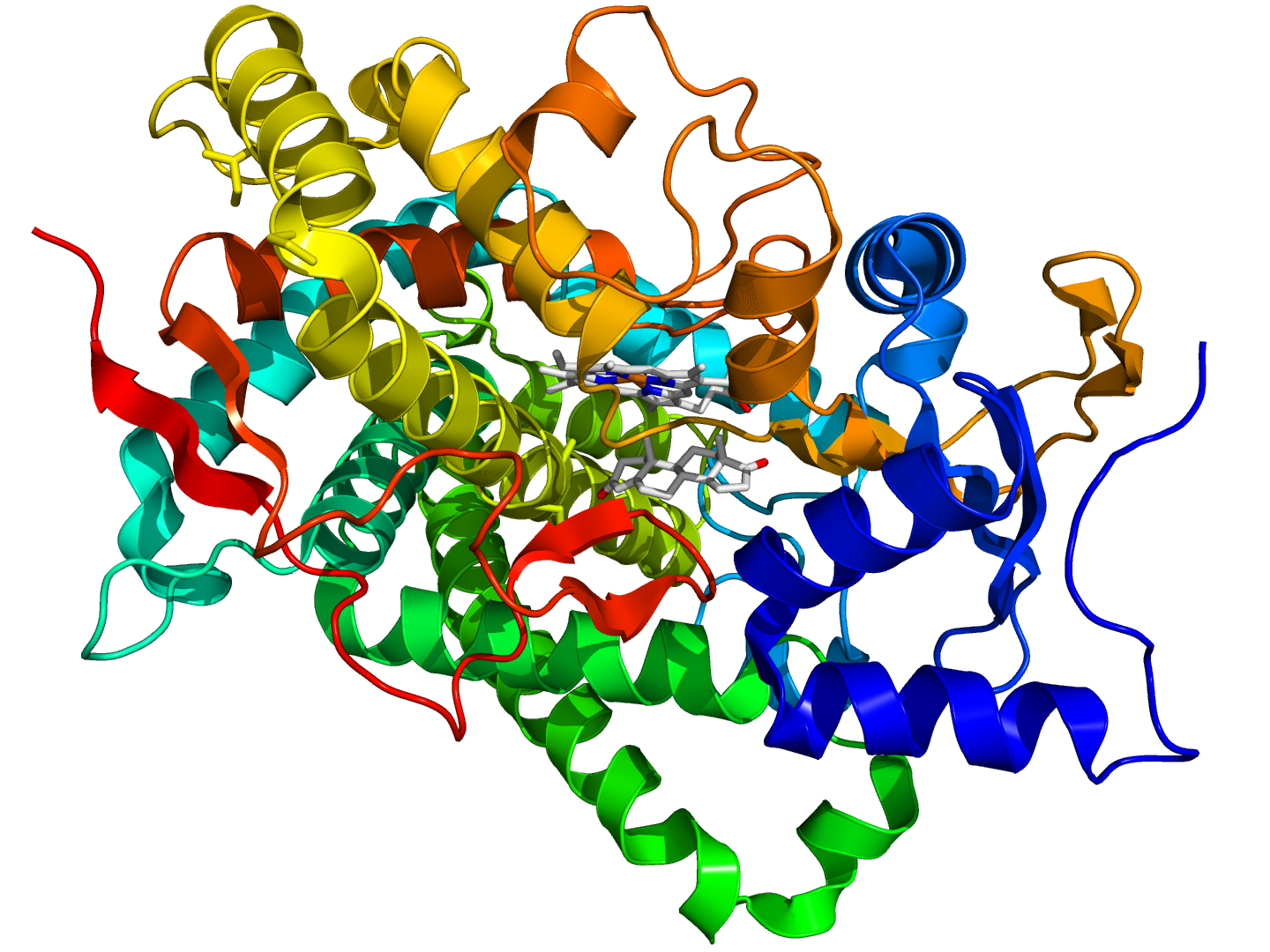
Budowa ludzkiej aromatazy. W centralnej części widoczna jest cząsteczka hemu, a pod nią substrat – androstendion

Aromataza (syntetaza estrogenowa, CYP19A1; EC 1.14.14.14) – enzym z klasy oksydoreduktaz, z rodziny cytochromu P450. Katalizuje aromatyzację pierścienia A  androgenów (testosteronu i androstendionu) i przekształcenie ich w estrogeny, odpowiednio w 17β-estradiol (E2) i estron (E1).
Sumaryczny zapis katalizowanych reakcji:
testosteron + 3NADPH + 3H+
 + 3O
2  ⇄  17β-estradiol + mrówczan + 4H
2O + 3NADP+

androstendion + 3NADPH + 3H+
 + 3O
2  ⇄  estron + mrówczan + 4H
2O + 3NADP+

W obu przypadkach proces polega na zajściu trzech kolejnych hydroksylacji. 

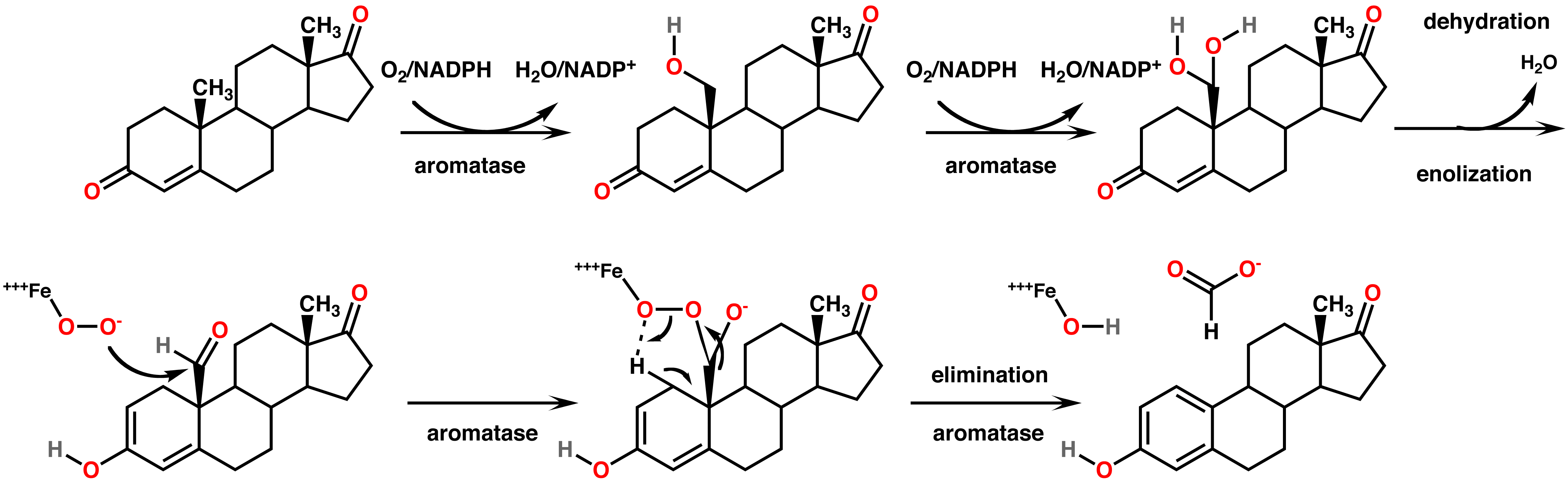
Reakcje zachodzące podczas katalizowanego przez aromatazę przekształcania androstendionu w estron

Ludzka aromataza zbudowana jest z 503 reszt aminokwasowych i hemu. Jest jedynym enzymem u kręgowców, który przekształca androgeny w estrogeny, a w związku z tym inhibitory aromatazy stanowią ważną grupę leków raka piersi zależnego od estrogenów.